# Abszorpció (fizika)
A fizikai értelemben vett abszorpció elektromágneses sugárzás elnyelődése anyagi közegben, például gázokban, folyadékokban, vagy szilárd anyagokban. Az abszorpció jelenségének értelmezése történhet részecskefolyamatként, vagy hullámtani modellben; a megközelítés attól függ, hogy a vizsgált rendszerben a fény hullám- vagy részecsketermészete jellemző-e.

## Megfigyelése

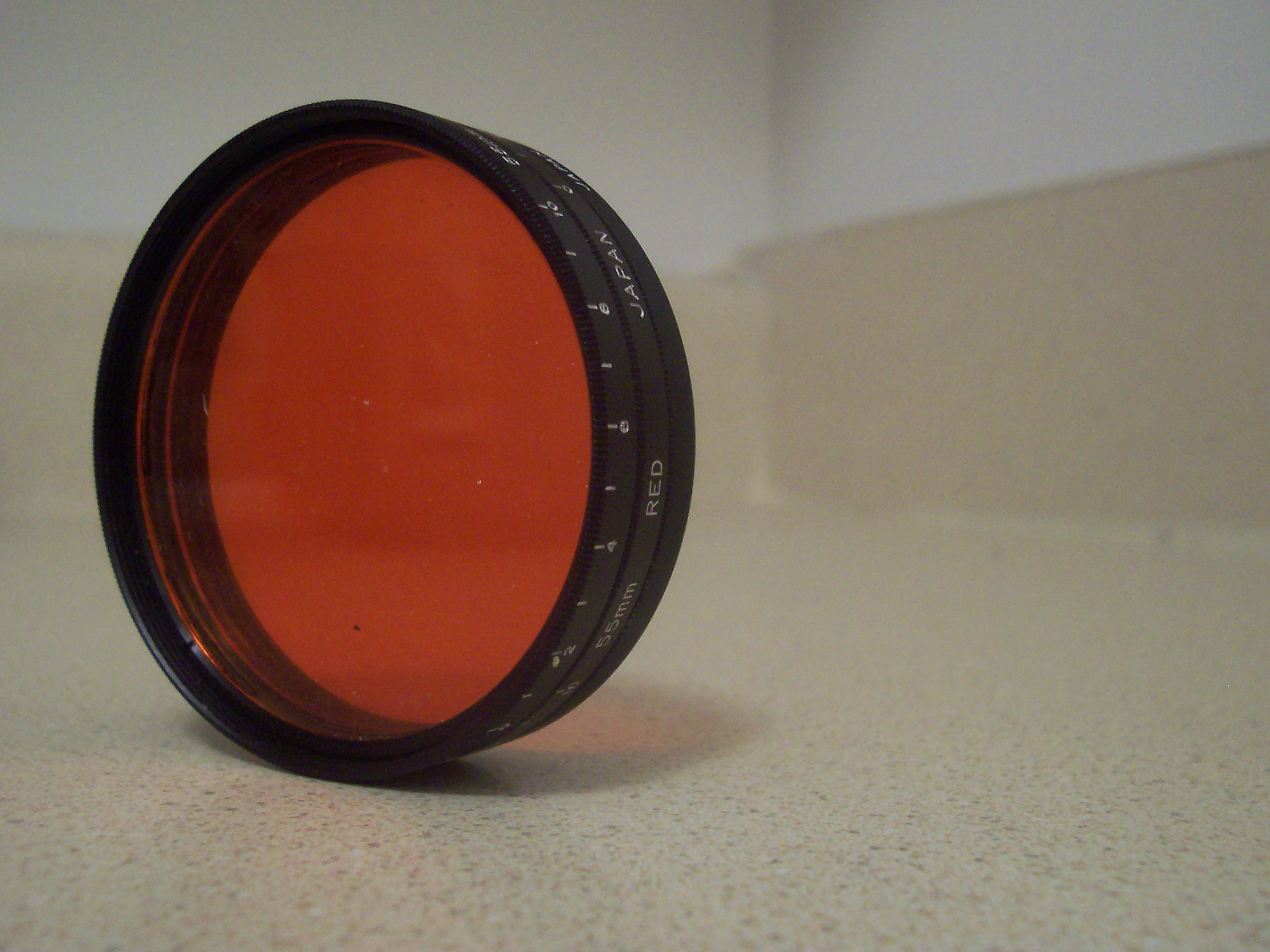
A fényképezésnél alkalmazott színszűrők egy részének működése a hullámhosszfüggő abszorpcióval magyarázható

Az abszorpció jelenségének következménye az a hétköznapi tapasztalat, hogy a fény intenzitása anyagi közegen átlépve az anyagban megtett úttal összefüggésben egyre csökken. Például enyhén színezett üveglapokból többet egymás mögé helyezve egyre kevesebb fény képes áthaladni (idegen szóval transzmittálódni). Egy fénynyaláb energiája tehát a közegben még akkor is csökken, ha a visszaverődéstől (reflexiótól) és a szóródástól (diffrakciótól) eltekintünk.
Megfigyelhető, hogy bizonyos fényáteresztő (részben átlátszó) anyagok akkor is színesek, ha a rajtuk átvezetett fény fehér. Egyes esetekben ez a szín az abszorpcióval hozható összefüggésbe: a fehér fény bizonyos összetevőit az anyagi közeg elnyeli, másokat átereszti.

## Értelmezése
Egy anyagi közegen át terjedő fénynyaláb a közegről visszaverődhet (reflektálódhat), a közegen belül szóródhat (diffraktálódhat) vagy továbbhaladhat (transzmittálódhat), azonban a tapasztalatok szerint a fény intenzitása gyengülhet is áthaladás közben, ez utóbbi jelenség az abszorpció.
A jelenség jellegétől, illetve az alkalmazott modelltől függően más-más mérőszám adható meg az abszorpció mértékére.

### Abszorpciós együttható
Az abszorpciót egyedi elnyelési folyamatok statisztikus törvényszerűségeként foghatjuk fel. A fény akkor nyelődik el az anyag egy részecskéjén, ha az haladása közben eltalálja a részecske körüli abszorpciós hatáskeresztmetszetnek megfelelő felületet. Az anyagban z-tengely mentén terjedő fénynyalábra merőlegesen kis dz vastagságú szeletekben a részecskével való ütközés valószínűségét tehát megadja, hogy mennyi a szeletben az összes hatáskeresztmetszet ({\displaystyle =\sigma ANdz}) a teljes {\displaystyle A} fénynyaláb-átmérőhöz képest. Az elnyelődés valószínűségét úgy kapjuk meg, ha a szeletek elemi valószínűségét összegezzük a megtett úton.
Az elemi szeletben történő elnyelődés valószínűsége összefügg az intenzitásviszonyokkal:
{\displaystyle {\frac {dI_{z}}{I_{z}}}=-\sigma N\,dz,}
melyből z-mentén integrálva kapjuk, hogy
{\displaystyle \ln(I_{z})=-\sigma Nz+C.\,}
Felhasználva, hogy z=0-nál (a nyaláb belépési pontjánál) az intenzitás {\displaystyle I_{0}}, és bevezetjük az l hossz után mért transzmisszó jelölésére, hogy {\displaystyle T=I_{l}/I_{0}}, akkor:
{\displaystyle \ T={\frac {I_{\ell }}{I_{0}}}=e^{-\sigma \,\ell \,N}=e^{-\alpha '\,\ell }.}
A fenti kifejezésben {\displaystyle \alpha '} az abszorpciós együttható.

### Behatolási mélység
Szintén a Lambert–Beer-törvényből határozható meg egy másik gyakran alkalmazott mennyiség, melyet a fényelnyelési tulajdonságok jellemzésére alkalmaznak: a behatolási mélység azt adja meg, hogy egy adott közegben egy adott fénynyalábra vonatkoztatva mekkora az az út, mely alatt a fénynyaláb intenzitása a belépési intenzitásnak e-adrészére csökken. Azaz ha a behatolási mélység {\displaystyle \delta _{p}}, akkor
{\displaystyle I(\delta _{p})=I_{0}\,e^{-\alpha '\delta _{p}}=I_{0}\cdot e^{-1}=I_{0}/e},
amiből látszik, hogy az abszorpciós együttható és a behatolási mélység egymás reciproka:
{\displaystyle \delta _{p}={\frac {1}{\alpha '}}}.